# Liste polnisch-portugiesischer Städte- und Gemeindepartnerschaften
Diese Liste polnisch-portugiesischer Städte- und Gemeindepartnerschaften führt die Städte- und Gemeindefreundschaften zwischen den Ländern Polen und Portugal auf.
Zwölf polnische und portugiesische Kommunen sind freundschaftlich verbunden oder streben dies an (Stand 2013).

## Liste der Städtepartnerschaften und -freundschaften
| Polnischer Ort      | Portugiesischer Ort  | Seit | Anmerkung                                           |
| ------------------- | -------------------- | ---- | --------------------------------------------------- |
| Chojna              | Sesimbra             | 2004 | im Rahmen der Douzelage                             |
| Częstochowa         | Fátima (Kreis Ourém) | 1996 | im Rahmen der Shrines of Europe                     |
| Łańcut              | Tavira               | 2006 |                                                     |
| Łódź                | Barreiro             | 1996 |                                                     |
| Lublin              | Viseu                |      | in Anbahnung                                        |
| Mielec              | Vila Nova de Poiares | 2000 |                                                     |
| Mikołów             | Grândola             | 2001 |                                                     |
| Słupsk              | Cartaxo              | 2007 |                                                     |
| Strzyżów            | Samuel               | 2004 | im Rahmen der European Charter – Villages of Europe |
| Swinemünde          | Palmela              | 1996 |                                                     |
| Wieliczka           | Loulé                |      | in Anbahnung                                        |
| Wysokie Mazowieckie | Alpiarça             | 2001 |                                                     |